# Chiappino Vitelli
Gian Luigi Vitelli, bekannt als Chiappino Vitelli (* 1520 in Città di Castello; † 3. November 1575 bei Antwerpen), war ein italienischer Condottiere und Ritter, Marchese von Cetona. Er wurde 1562 vom Großherzog der Toskana Cosimo I. de’ Medici zum Ritter des St.-Stephans-Ordens ernannt.

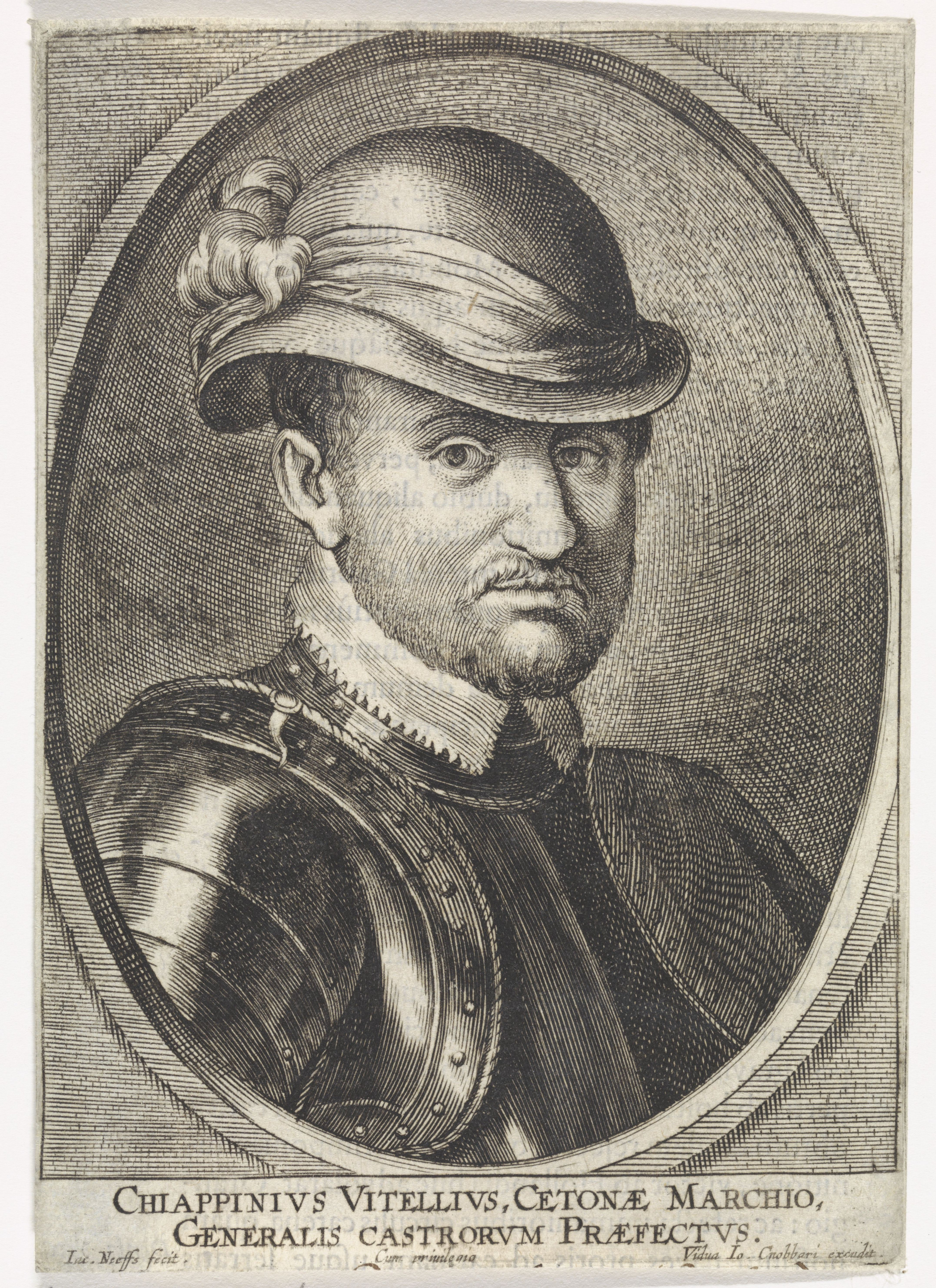
Porträt Chiappino Vitelli

“…Secondo il mio desiderio, ho mandato lo illustrissimo signor Chiappino Vitelli, mio nobile gentilhuomo dilettissimo…”

„… Auf meinen Wunsch schickte ich den vornehmsten Herrn Chiappino Vitelli, mein geliebtester edler Herr …“

## Leben

### Herkunft und Anfänge
Als Mitglied der Familie Vitelli aus Città di Castello wurde Chiappino wahrscheinlich 1520 als Sohn von Niccolò II. Vitelli und Gentilina della Staffa geboren; er war also der Enkel des großen Hauptmanns von Città di Castello, Paolo Vitelli. Seine Großmutter mütterlicherseits war Violante di Sforza di Guido aus der berühmten portugiesischen Familie der Oddi. Nachdem er mit seinem Onkel Alessandro Vitelli in den Diensten von Cosimo I. de’ Medici gekämpft hatte, schloss er sich dem Genuesen Andrea Doria an und kämpfte auf See. Im Jahr 1542 rächte Chiappino zusammen mit seinem Bruder Paolo II Vitelli seinen Vater, der Opfer einer Liebesaffäre geworden war. Den ständigen Betrügereien seiner Frau überdrüssig tötete Niccolò seine Gattin, Gentilina della Stafa, nur um seinerseits von Niccolò Bracciolini, Gentilinas Liebhaber, beseitigt zu werden. Als Bracciolini durch die Hand der beiden Brüder starb, nahm Chiappinos militärische Karriere eine Wendung: 1544 stand er wieder in den Diensten von Cosimo I. de’ Medici, der ihn im Kampf gegen den türkischen Korsaren Barbarossa einsetzte. Nachdem es Vitelli nicht gelungen war, die feindlichen Truppen an der Einnahme von Talamone und Porto Ercole zu hindern (nicht zu seinem Nachteil), drang er in Orbetello ein und verhinderte mit Hilfe von Stefano Colonna und den spanischen Truppen die Einnahme der Stadt durch die Türken und die französischen Truppen von Leone Strozzi. Daraufhin wurde er nach Pisa beordert, um sich einzuschiffen und sich auf den Weg nach Neapel zu machen, wo der Vizekönig Pedro Álvarez de Toledo aufgrund einer Reihe von Volksaufständen in Schwierigkeiten war. Im Jahr 1550 schiffte sich Chiappino erneut mit Andrea Doria ein, um gegen Barbarossa und den Korsaren Dragut zu kämpfen, der auch Gouverneur der tunesischen Stadt Mahdia war, an deren Belagerung Vitelli an der Spitze von dreihundert Florentinern teilnahm. Im Sommer 1553 war Chiappino auf Korsika, um sich den Franzosen entgegenzustellen: er belagerte Furiani, konnte die Stadt aber nicht einnehmen und zog sich zurück, dann griff er mit Carlotto Orsini (1522–1554) Sampiero Corso an, danach belagerten die beiden gemeinsam Saint-Florent.

### Krieg um Siena

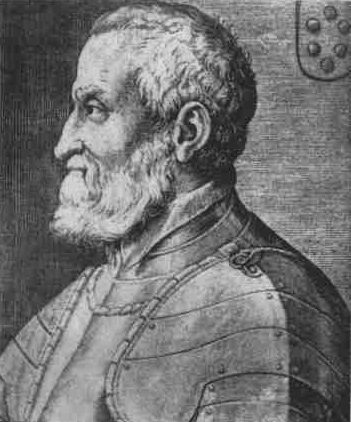
Gian Giacomo de’ Medici

Nachdem im Jahr 1551 die Verteidigungsanlagen von Saint-Florent zerstört waren, kehrte Chiappino in die Toskana zurück, wo in der Zwischenzeit der Krieg um Siena zwischen den Sienesen (unterstützt von den Franzosen) und den Florentinern (unterstützt von den Spaniern und den Kaiserlichen) ausgebrochen war. Er trat sofort in den Dienst der Florentiner, für die er das Castello della Chiocciola belagerte (einnahm) und dann ins Val di Chiana zog, wo er mit Luca di Girolamo degli Albizi nach Civitella ging, bevor er zur Eroberung nach Belcaro zog. Aber inzwischen hatte der Krieg Siena erreicht, so dass Chiappino unter das Kommando von Gian Giacomo Medici kam, der mit der Belagerung der Stadt beschäftigt war. Vitelli positionierte sich zwischen Buonconvento und Grancia di Cuna, wo er Teofilo Calcagnini († 1566) auflauerte. Dann kehrte er an der Spitze von mehr als 1.600 Männern, darunter Spanier und Italiener, zur Belagerung von Siena zurück. Er ordnete an, dass alle die dabei erwischt wurden den Sienesen Proviant zu bringen gehängt werden sollten und setzte einen Prämie für jeden aus, dem es gelang Lieferanten gefangen zu nehmen.
Mit Vincenzo dè Nobili (1515–1560) belagerte er das Kloster Santa Bonda, wo ein regelrechtes Massaker angerichtet wurde: von den Sienesen wurden etwa 800 Menschen verwundet und getötet. Am 2. August 1554 nahm Vitelli an der Schlacht von Scannagallo teil, und nachdem er eine kurze Zeit in Brolio verbracht hatte, um sich von einer Krankheit zu erholen, wurde er zum Generalleutnant des Großherzogs Cosimo I. ernannt. Am 24. Dezember 1554 versuchte er mit Gian Giacomo de' Medici in der Dunkelheit der Nacht die Einnahme von Siena, aber das Unternehmen scheiterte, weil die Leitern, die zum Erklimmen der Mauern benutzt wurden, zu kurz waren. Nach dem Sieg über Siena wurde Chiappino mit der Bewachung des Tores von San Lazzaro beauftragt, um sicherzustellen, dass die französischen Soldaten die Toskana ohne Probleme verlassen konnten. Chiappino einen herzlichen Wortwechsel mit Blaise de Monluc bei dessen Auszug. Im Mai 1555 übernahm er aufgrund der Unpässlichkeit von de’ Medici das Kommando über die Medici-Armee. Er begann sofort mit der Eroberung von San Quirico d’Orcia, Rocca d’Orcia, Castiglione d’Orcia und Campiglia d’Orcia. Nach der Genesung von de’ Medici, folgte ihm Chiappino in den Kämpfen gegen Piero Strozzi, Hauptmann der französischen Armee, der sich zu diesem Zeitpunkt in Porto Ercole befand. Hier wurde Vitelli mit der Belagerung von Forte Sant’Ippolito (das zerstört wurde) beauftragt. Dieses Unternehmen erforderte den Einsatz vieler Männer (etwa 800 Spanier und Deutsche). Mit Hilfe von Giovanni Francesco da Bagno († 1569) gelang es ihm, in das Kastell einzudringen, wobei etwa 400 Mann getötet wurden, und dann ging er zur Belagerung von Fort Ercoletto über, einer kleinen befestigten Insel, welche die kaiserlichen Galeeren daran hinderte, sich ihr zu nähern. Er griff, noch in Grosseto, das Fort Stronco an, das von Hauptmann Alessandro da Terni († 1555) verteidigt wurde, der während der Belagerung starb. Danach belagerte er das Fort Galera und zerstört anschließend Capalbio und den Turm von Talamonaccio. Er besiegt das von Bastiano Guascone verteidigte Montepescali und führte danach die Friedensverhandlungen. Schließlich drang er siegreich in Castiglione della Pescaia und Scarlino ein. Im November 1555 übernahm er die Verteidigung von Piombino, das von vielen Janitscharen angegriffen wurde. Mit Gabriele Serbelloni (1508-1580) schlug er sie zurück und griff dann in Populonia ein, wo er die Türken zum Rückzug an den Strand zwang. Vitellis Fähigkeiten waren überraschend: mit etwa 80 Männern gelang es ihm, 400 Osmanen zu töten. Als er die Stadt Pienza angriff und deren Herr Cornelio Bentivoglio (1519-1585) aus der Stadt verjagt wurde, musste er zur Erholung nach Florenz zurückkehren, da er an Malaria erkrankt war. Nachdem er sich erholt hatte, musste er aufgrund eines Befehls von de’ Medici, der über die pro-französischen Tendenzen des neuen Papstes Paul IV. besorgt war, von einem Angriff auf Radicofani absehen. Der Angriff wurde dennoch durchgeführt, wobei Vitelli sich mit Leonida Malatesta da Sogliano (1500–1557) verbündete, aber die beiden wurden bei ihren Versuchen zurückgeschlagen. Im Jahr 1556 kümmerte er sich hauptsächlich um die Verstärkung der Grenzen des Großherzogtums, wobei er sich vor allem um das Gebiet von Lucca kümmerte und die Stadt Montecarlo verstärkte. In diesem Jahr erhielt er viele Einladungen des spanischen Königs Philipp II., die er jedoch ablehnt, weil ihn die Forderungen des Königs, nämlich gegen Paul IV. zu den Waffen zu greifen, nicht überzeugten. Aus Angst vor einer Offensive der Franzosen hatte er den Auftrag, Arezzo und Sansepolcro zu befestigen. 1557 war Vitelli wieder in Porto Ercole, wo inzwischen die Männer der spanischen Flotte gelandet waren, und mit ihnen unternimmt er den Angriff auf Talamone, das leicht in die Hände von Chiappino fiel, so wie auch Castiglione della Pescaia und die Insel Giglio in seine Hände fielen.

### Nach dem Krieg um Siena: der treue Mann des Großherzogs

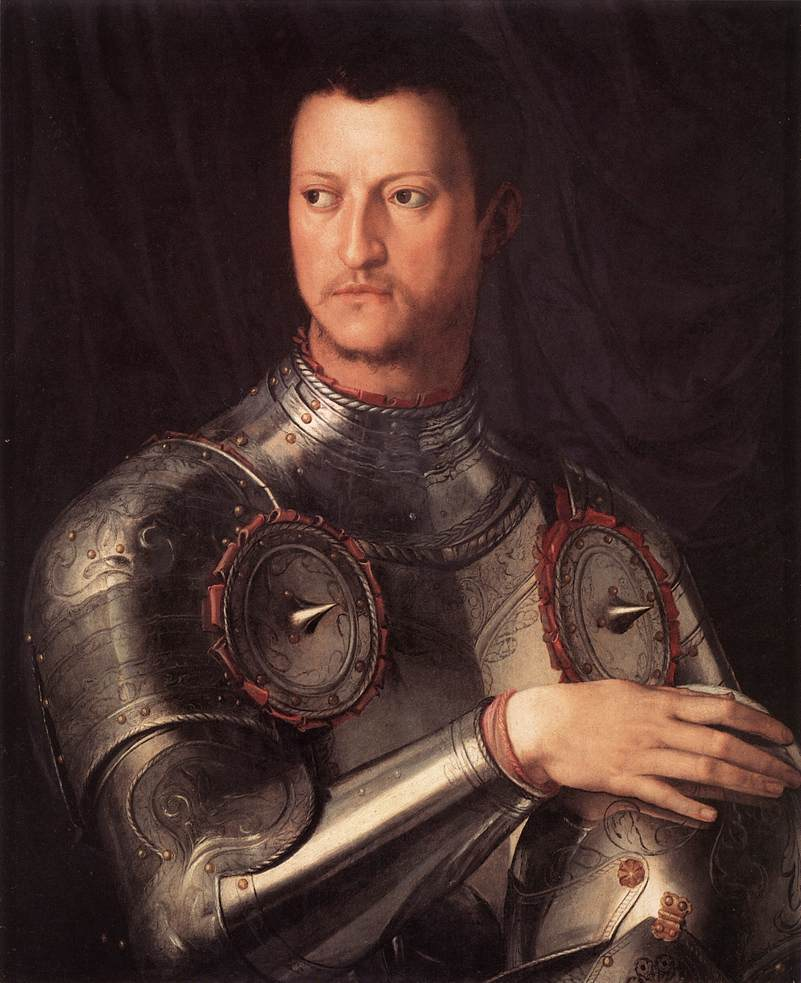
Cosimo I de’ Medici

1559 verlagerte sich der Siena-Krieg vom Schlachtfeld auf die Diplomatie. Aus diesem Grund begab sich Chiappino nach dem Tod Karls V. in einer diplomatischen Mission nach Brüssel, um sowohl das Beileid des Großherzogs zu überbringen als auch die Ansprüchen der Florentiner auf die sienesischen Territorien zu bekräftigen. Mit dem Frieden von Cateau-Cambrésis, in dem die Toskana vollständig an die Herrschaft der Medici überging, musste Vitelli das von französischen Truppen besetzte Montalcino in Besitz nehmen. Er tat dies teils durch die Bezahlung der Soldaten, teils durch deren Bedrohung. Im August 1559 erledigt Chiappino einige unerledigte Angelegenheiten innerhalb der Familie. Mit seinem Bruder Paolo überfiel er seine Tante Angela de’ Rossi, die Witwe von Alessandro Vitelli, die in Montone, von der sie den Titel der Contessa besaß, eingeschlossen wurde. Die beiden zogen mit vielen Männern in die Stadt ein und beanspruchten die Herrschaft über die Stadt. Im Jahr 1560 war er in Sovana, um Nicola Orsini (1510-1594), den Herrn der Stadt, zu vertreiben. Bei der im selben Jahr stattfindenden Rebellion von Pitigliano gegen ihren Herrn Giovan Francesco Orsini († 1567) schlug er de’ Medici vor, Orsini von Niccolò Bombaglino (1482–1562) töten zu lassen, ein Versuch, der im Januar 1562 scheiterte. Noch im Jahr der gescheiterten Verschwörung ernannte ihn Cosimo I. zum Gran Connestabile des St.-Stephans-Orden.

### Krieg gegen die Türken
Im Jahr 1564, im Alter von 45 Jahren, schiffte er sich mit der spanischen Flotte unter dem Befehl von García de Toledo ein, um die Eroberung von Peñón de Vélez de la Gomera zu versuchen. Dort ist er dann von Bord gegangen und nach der Eroberung der Stadt kümmert sich Vitelli um die Neugestaltung der von Pedro Navarro entworfenen Stadtbefestigung. Nach der Rückkehr in Italien schiffte sich Chiappino in Livorno, diesmal in den Reihen von Giovanni Andrea Doria, ein. Nachdem sich die genuesische Flotte mit der spanischen (immer noch unter dem Kommando von Garcia de Toledo) vereinigt hatte, zog die Armee zur Verteidigung des von den Türken belagerten Malta. Trotz einer Meinungsverschiedenheit mit Garcia setzte sich Chiappinos militärische Geschicklichkeit durch und zwang seine Gegner mit einem Verlust von ca. 1.000 Toten zum Rückzug. Chiappino, der die Schritte seiner Gegner voraussah, begab sich mit etwa 800 Mann zum Turm von Falca: sein Schachzug erwies sich für die Gegner fatal, die, angeführt von Kılıç Ali Pascha, überrumpelt und vernichtet wurden.

### Krieg in Holland

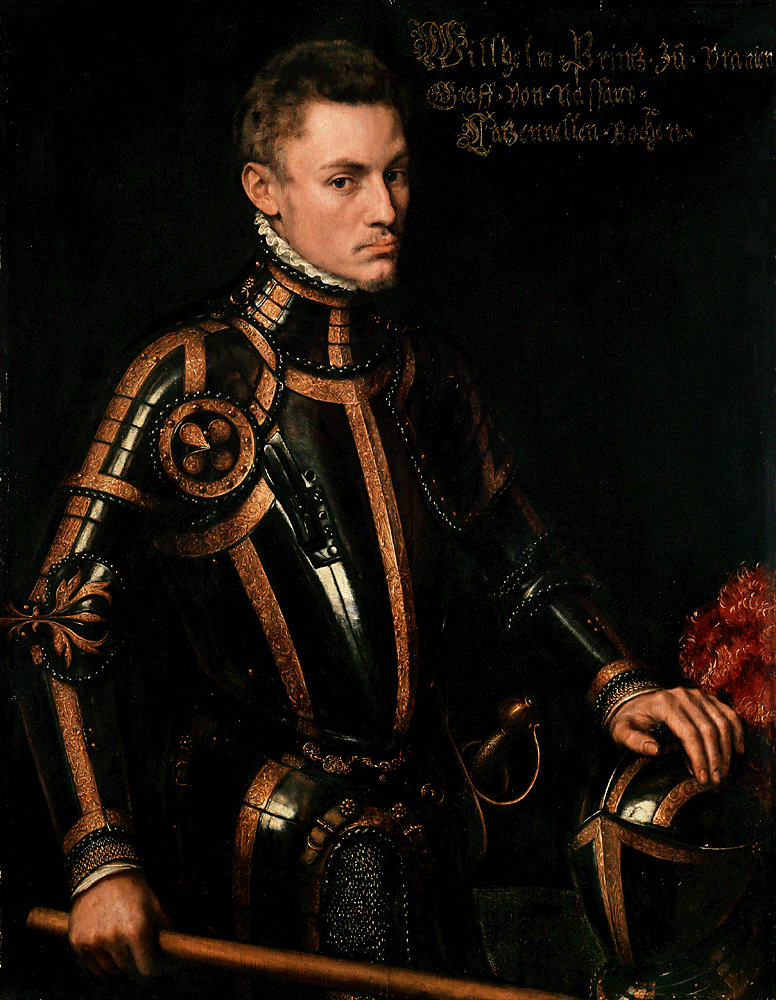
Wilhelm I. der Schweigsame, Prinz von Oranien

Nachdem er in der Lombardei ein Heer aufgestellt hatte, brach er 1567 nach Flandern auf, wo Fernando Álvarez de Toledo, besser bekannt als der Herzog von Alba, auf ihn wartete. Die Kommandos der spanischen Armee wurden dem Sohn des Herzogs von Alba für die Kavallerie, Gabriele Serbelloni für die Artillerie und Vitelli für die Infanterie anvertraut, der auf Befehl von Toledo Lamoral von Egmond in Brüssel gefangen nahm. In der Zwischenzeit wurden die Kämpfe immer heftiger: Ludwig von Nassau (1538-1574), der Bruder von Wilhelm I. von Oranien, hatte sich mit 12.000 Mann in der Nähe von Groningen verschanzt, während der Herzog von Alba, nachdem er von diesem Schachzug seiner Gegner erfahren hatte, zum Feldlager eilte. Die erste Schlacht ging zu Gunsten von Alba aus. Der Nassauer erlitt eine schmerzhafte Niederlage, die ihn 3.000 Mann kostete. Nach dieser Niederlage beschloss er sich in Richtung des Dorfes Jemmingen, zwischen der Ems und ihrem Zusammenfluss mit dem Dollard zu bewegen. Die spanischen Truppen fügten den Niederländern eine sehr schwere Niederlage zu und töteten etwa 7.000 Männer im Vergleich zu 100 eigenen Verlusten. In der Schlacht zog Chiappino nach Slochteren und schnitt dem Feind den Weg beim Rückzug ab. Als Generalfeldmeister erlebte er 1568 eine Periode des „Kalten Krieges“. Der Herzog von Alba weigerte sich nämlich, den Oranier auf dem Schlachtfeld zu bekämpfen, und beschränkte sich darauf, ihn bei all seinen Bewegungen auszuspionieren. In dieser Zeit war Vitelli mit Hinterhalten und Fallen beschäftigt: Im Oktober zog er mit seinen Ritter unter Ausnutzung der dunklen Nacht aus, um ein feindliches Lager auszuspionieren, wurde aber entdeckt und riskierte den Tod. Am Morgen nach dieser Episode griff er mit Fadrique de Toledo, dem Sohn des Herzogs von Alba, die Nachhut der holländischen Armee an, wobei er 400 Männer töten konnte und nur 15 verlor. Obwohl Fernando de Toledo weitere Aktionen dieser Art verbot, griff Vitelli erneut die Oranier an und tötete diesmal 2.000 Mann. Dank dieses Einsatzes wurde er vom Herzog mit großen Ehren bedacht. Nach einigen Auseinandersetzungen mit dem Herzog von Alba wurde er nach England an den Hof von Elisabeth I. geschickt, um die Verhandlungen über die Freilassung einiger spanischer Schiffe zu führen, die mit Geld auf dem Weg nach Holland wegen eines starken Sturms gezwungen waren an englischem Boden anzulegen. Nachdem diese diplomatische Mission gescheitert war, kehrte Chiappino nach Spanien zurück, wo er sich einen militärischen Auftrag gegen die Engländer erhoffte. Als er feststellte, dass dieser an den Sohn des Herzogs von Alba, Fadrique de Toledo, vergeben wurde, kehrte er enttäuscht nach Florenz zurück, wo er erneut von Cosimo I. de’ Medici empfangen wurde. 1570 begleitete Vitelli de’ Medici nach Rom, um seiner Krönung zum Großherzog beizuwohnen, bevor er 1572 nach Holland zurückkehrte. Wilhelm hatte, unterstützt von den Franzosen und den Hugenotten von General Gaspard II. de Coligny, seine antispanischen Kriege wieder aufgenommen. Vitellis erste Aktion war der Kampf (und die Niederlage) gegen ein Heer unter der Führung von Jean de Hangesh, Herr von Genlis und Ivoy-le-Pré. Verblüfft von der Geschicklichkeit des Italieners, versuchte de Châtillon, ihn zu bestechen, was dieser sofort ablehnte. Bei Mons wurden die holländischen Protestanten besiegt, aber Chiappino wurde am Bein verwundet. Er führte die Kämpfe weiter, da die mit de Hangesh verbündeten feindlichen Truppen ankamen, um diesem zu helfen. Nach der Belagerung von Haarlem musste Vitelli eingreifen, da seine seit Monaten nicht bezahlten Männer die Stadt nicht in die Knie zwingen wollten. Nachdem er das Geld an die Truppen verteilt hatte, wurden seine Vorhaben vom Herzog von Alba verraten, der die Aufständischen töten ließ. Im Jahr 1573 wuchs der Ruhm von Chiappino dank seiner Siege gegen die Wassergeusen, oder „Bettler des Meeres“, die ihn von Sieg zu Sieg bis zu den Inseln von Seeland führten. 1574 wechselte die Führung der spanischen Armee: Luis de Zúñiga y Requesens betrat die Szene. In dieser Zeit errang Vitelli viele Siege auf dem Feld: es gelang ihm, Leerdam, Asperen und Huechelen zu besiegen (und in Besitz zu nehmen).

### Tod
Chiappino Vitelli erlag seinen Verwundungen, die er sich bei der Belagerung von Zierikzee zugezogen hatte, als er auf dem Weg nach Antwerpen war, um behandelt zu werden. In der Vergangenheit rankten sich Gerüchte um seinen Tod, dass er angesichts seines beachtlichen Ruhms am spanischen Hof den Neid der anderen iberischen Kapitäne auf sich gezogen hätte und er von einem erhöhten Punkt in einen Graben gestoßen worden sei. Sein Leichnam wurde nach Città di Castello gebracht und in der Familienkapelle in der Kirche San Francesco beigesetzt.

## Außerhalb des Schlachtfelds

### „Botschafter“ Vitelli
Chiappino war im Laufe seines Lebens mehrmals Botschafter von Cosimo I. de’ Medici: 1548 wurde er zum Habsburger und späteren Kaiser Maximilian II. geschickt; 1551 war er am Hof von Andrea Doria, wohin ihn der Großherzog schickte, um sowohl den Genuesen zu huldigen als auch dem König und der Königin von Böhmen, die sich in Genua aufhielten, die Komplimente der Florentiner zu überbringen. 1570 war er erneut Botschafter im Namen der Toskana, als er zur Witwe von Ercole II. d’Este, Renée de France, ging, während er 1569, von den Spaniern gesandt, in England war.

### Privatleben
Chiappino Vitelli heiratete 1548 Eleonora Cybo, die Tochter von Lorenzo Cybo, dem ersten Marchese von Massa und Carrara, der ehemaligen Ehefrau des genuesischen Adligen Giovanni Luigi de Fieschi, der am 2. Januar 1547 in Folge des Fieschi-Aufstandes starb, deren Urheber er selbst war. Nach dem Tod ihres Mannes begab sich die Frau in das Murate-Kloster in Florenz, wo sie von ihrer Familie eingesperrt worden war.
Sie wollte jedoch nicht im Kloster bleiben und wandte sich an Cosimo I. de’ Medici, der Chiappino bat, Cybo zu heiraten. Chiappino kaufte daraufhin von der Familie Strozzi die Villa Le Selve in der Nähe des Hafens von Florenz, in der Gegend von Lastra a Signa, um dort mit seiner Frau zu leben, die jedoch während der langen Abwesenheiten ihres Mannes oft ins Kloster zurückkehrte, wo sie auch nach Chiappinos Tod im Jahr 1575 blieb. So blieb sie im Murate bis zu ihrem Tod am 22. Februar 1594. Chiappino und Eleonora hatten keine Kinder, aber Vitelli hatte einen unehelichen Nachkommen, Gian Vincenzo († 1596), dem das Marchesat von Cetona auf Lebenszeit zugesprochen wurde. Er war auch Botschafter von Cosimo I. de’ Medici, vor allem als Vertreter des Großherzogs in Spanien. Als Cosimo I. starb, war es Gian Vincenzo selbst, der die Nachricht nach Madrid überbrachte. Was seine körperliche Erscheinung betrifft, so war Chiappino sicherlich kein schöner Mann: Es scheint sogar, dass er enormes Übergewicht hatte. Wie Eugenio Alberi (1807–1878), ein paduanischer Gelehrter, schreibt:

“Er war von so enorm fett, dass es notwendig war seinen Bauch mit einem speziellen Apparat zu umgürten, damit er sich bewegen konnte...”

### Marchese von Cetona
Von Cosimo I. de’ Medici 1557 nach dem Krieg von Siena mit dem Titel des Marchese von Cetona belehnt, arbeitete Chiappino hart an der Umstrukturierung der Stadt. Er entwarf die heutige Piazza Garibaldi, damals aber Piazza Vitelli.